# Heimans en Thijsse Prijs
De Heimans en Thijsse Prijs, de Bronzen Spreeuw, van de Heimans en Thijsse Stichting, wordt toegekend aan een persoon, groep of organisatie die activiteiten ontwikkelt of heeft ontwikkeld, welke gericht zijn op het wekken van belangstelling voor de natuur, de natuurstudie of de natuurbescherming bij uiteenlopende doelgroepen. De prijs wordt in principe een keer per twee jaar uitgereikt en is genoemd naar de natuurbeschermers Eli Heimans en Jac. P. Thijsse. Het bestuur van de stichting kan ook besluiten om de Heimans en Thijsse Prijs niet uit te reiken. De prijs bestaat uit een oorkonde met een bronzen beeldje in de vorm van een spreeuw, naar het Ex libris van Jac. P. Thijsse met diens lijfspreuk Onbekommerd.

## Winnaars
- 2023 - Aaf Verkade
- 2021 - Ton Lenders, Martin Melchers en Johan Vollenbroek
- 2019 - Sonne Copijn
- 2017 - Ben Koks
- 2015 - Bart van Tooren
- 2013 - Vara’s Vroege Vogels
- 2010 - Willy Vanlook
- 2008 - Jan Wartena, Ton Engelman
- 2006 - Stichting Oase: Willy Leufgen en Marianne van Lier
- 2004 - Fons Eysink, Henk Heemsbergen
- 2002 - Marga Coesèl, Jaap Zwier
- 1999 - Agrarische Natuurbeheervereniging Den Haneker
- 1998 - Voerman Museum Hattem, Rein Westra
- 1997 - Henk Hillegers
- 1995 - Koos van Zomeren, Eddy Weeda
- 1992 - Dick van der Laan, Harry de Vroome
- 1990 - Wilma Eelman, M. Jacobse
- 1988 - vereniging Das & Boom, J. Hermans
- 1985 - P.A. (Piet) Bakker, Douwe Taeke van der Ploeg, P. Zonderwijk
- 1983 - Geerit Houtman
- 1979 - Bert Haanstra, Hein Schimmel
- 1977 - Cees Sipkes, Jan P. Strijbos
- 1972 - Koos Landwehr, E.E. van der Voo
- 1969 - E.J. Kortenoever, T. Lebret, J. Philippona
- 1966 - Bert Garthoff, Kees Hana
- 1965 - P. Bakker
- 1964 - W.H. Gravestein, M.J.C. Kolvoort
- 1962 - J.M. Duiven, N.H. Lysen, J. Veenman, A.J. Wiggelaar
- 1960 - P.W. Brander, J.J.C. Tanis, Rinke Tolman
- 1957 - Museum Natuer en Gea, G. Bosch, Barend Lempke, C. Swennen, B.J.J.R. Walrecht, J.J. (Ko) Zweeres
- 1955 - Mossenwerkgroep van de Koninklijke Nederlandse Natuurhistorische Vereniging

## Zilveren Spreeuw
Naast de Heimans en Thijsse Prijs wordt sinds 2013 op onregelmatig basis een zilveren draagspeld (de Zilveren Spreeuw) uitgereikt aan 'personen die zich bijzonder verdienstelijk hebben gemaakt voor de stichting'
- 2020 Frank Berendse
- 2017 Herbert Kuyvenhoven en Maarten Smies
- 2013 Eddy van der Maarel en Jacques de Smidt